# Yoshiyasua
Yoshiyasua is een geslacht van vlinders van de familie van de grasmotten (Crambidae), uit de onderfamilie van de Musotiminae. De wetenschappelijke naam en de beschrijving van dit geslacht werden voor het eerst in 2005 gepubliceerd door Muhabbet Kemal en Ahmet Ömer Koçak. 
Dit geslacht is monotypisch, dat wil zeggen dat het maar één soort heeft namelijk Yoshiyasua yasudai Yoshiyasu, 1985 uit Japan.